# Wolfgang Hans Stein
Wolfgang Hans Stein (* 1945) ist ein deutscher Archivar und Historiker.

## Leben
Nach der Promotion zum Dr. phil. 1975 in Mainz war er von 1977 bis 2010 Archivar am Landesarchiv Speyer und am Landeshauptarchiv Koblenz. Zwischenzeitlich wurde er von 1997 bis 2000 an das Deutsche Historische Institut in Paris abgeordnet, wo er einen Band des von ihm herausgegebenen Paris-Inventars erstellte. Von 1989 bis 2002 lehrte er französische Paläographie und Aktenkunde an der Archivschule Marburg. 2014 und 2017 absolvierte er Archivmissionen in den kirchlichen und staatlichen Archiven in Kamerun. Zu seinen Forschungsschwerpunkten gehören deutsch-französische Beziehungen in der Frühen Neuzeit und in der Zeit der Französischen Revolution und des Empire.

## Schriften (Auswahl)
- Protection Royale. Eine Untersuchung zu den Protektionsverhältnissen im Elsaß zur Zeit Richelieus 1622–1643. Münster 1978, ISBN 3-402-05628-3.
- Inventar von Quellen zur deutschen Geschichte in Pariser Archiven und Bibliotheken. Bd. 1–3. Koblenz 1986, 2002, 2008.
- Französisches Verwaltungsschriftgut in Deutschland: Die Departementalverwaltungen in der Zeit der Französischen Revolution und des Empire. (= Veröffentlichungen der Archivschule Marburg. 24). Marburg 1996, ISBN 3-923833-51-2.
- Die Akten der französischen Besatzungsverwaltungen 1794–1797. Landeshauptarchiv Koblenz, Bestand 241,001–241,014. Koblenz 2009, ISBN 978-3-931014-78-0.
- Die französischen Bestände des Stadtarchivs Trier 1794–1814/1816. Provenienzverzeichnis. Koblenz 2013, ISBN 978-3-931014-91-9.
- Revolutionskultur ohne Revolution. Die französischen Nationalfeste im Rheinland am Beispiel des Saardepartements 1794–1804. St. Ingbert 2018, ISBN 978-3-86110-632-6.